# 23e bataillon d'infanterie de marine
Le 23e bataillon d'infanterie de marine est une unité de l'armée française. Il descend du 23e régiment d'infanterie coloniale puis du 23e régiment d'infanterie de marine.

## Création et différentes dénominations
- 1er octobre 1902 : Création du 23e régiment d'infanterie coloniale ;
- Campagne du Maroc 1908-1913, 23e R.I.C ;
- 1re Guerre Mondiale 1914-1918 23e R.I.C ;
- 2e Guerre Mondiale 1939-1945 il est dissous en juillet 1940, recréé en novembre 1944 à partir du 
13e R.T.S ;
- Indochine 1945-1955 le 23e R.I.C dissous le 15/03/1955, recréé le 01/05/1956 ;
- Afrique du Nord 1956-1962 le 23e R.I.Ma dissous le 01/08/62, recréé le 01/10/1962 ;
- Maisons-Laffitte 1962-1979 le 23e R.I.Ma dissous le 30/06/1979 ;
- Dakar 23e B.I.Ma créé le 01/07/79 par changement d'appellation du 10e B.I.Ma.
- Dissolution du 23e B.I.Ma le 31 juillet 2011 basé à Bel Air.

## Chefs de corps
- Chef de Bataillon Bertin (..-1968-....)
- Lieutenant-colonel Poli (1975- 1976)
- Colonel Chapron (1977-….)…
- Lieutenant -Colonel Ronot (1977 - 1979)
- Colonel Malassy (1979-…)
- Lieutenant-colonel Valentin (Dominique),(1980-1982)
- Lieutenant-colonel Daillier (Philippe, Jean, Pierre), (1982-1984)
- Lieutenant-colonel Troadec (Jean Francois), (1984-1986)
- Colonel Le Mersle Depas (1987-1988)
- Lieutenant colonel Desfons Marcel (1988-1989)
- Colonel Desfons Marcel (1989-1990)
- Lieutenant-colonel Brehmer (André, Jean, Paul), (1992 -1994)
- Lieutenant-colonel Bigand (François, Jacques, Robert), (1994 - 1996)
- Lieutenant-colonel De Joussineau De Tourdonnet (Olivier), (1996 - 1998)
- Colonel Alain Guttiérez (1998 - 2000)
- Lieutenant-colonel Gusse (2000 - 2002)
- Lieutenant-colonel Marcel (2002 - 2004)
- Colonel Rémi Hocquemiller (2004 - 7 août 2006)
- Lieutenant-colonel Jacques Parenty (7 août 2006 - 2008)
- Colonel Bruno Malet(2008-2010)
- Colonel Jean-Pierre Fagué (2010-2011)
- Dissolution du bataillon le 31 juillet 2011

### Jusqu'à laPremière Guerre mondiale
- Le 23e R.I.C participe à la campagne du Maroc de 1908-1913.

### La Première Guerre mondiale
1914

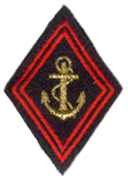
Insigne d'épaule l'ancre d'infanterie de marine.

- Opérations des 3e et 4e armées et du corps de Cavalerie Sordet :
  - 22 août : Rossignol ;
  - 24 août : Saint-Vincent.
- Bataille de la Marne :
  - 6-7 septembre : Écriennes, Vauclerc ;
  - sud de Vitry-le-François.

1915
- Champagne :
  - 16-23 février : fortin de Beauséjour.
- Bataille de Champagne :
  - 25 septembre : Main-de-Massiges, Côte 191.

1916
Bataille de la Somme
- Juillet-septembre : Ebesquincourt, Dompierre, Assevillers, Rancourt, Belloy-en-Santerre, Villiers Carbonel, Horgny.

1917
- 17-20 mars : entre Somme et Oise ;
- Le Chemin des Dames :
  - 16-17 avril : l'Ailette ;
  - 5-9 mai : mont des Singes ;
  - 28-29 juillet Hurtebise.

1918
- 27-31 mai : combats sous Reims ;
- 1er juin : combats sous Reims ;
- 15 juillet : combats sous Reims ;
- 7-9 octobre : Bazancourt ;
- 11-19 octobre : Retourne, Aisne ;
- Herpy.

### LaSeconde Guerre mondiale
- Il est dissous en juillet 1940, recréé en novembre 1944 à partir du 13e régiment de tirailleurs sénégalais.

### L'après Seconde Guerre mondiale
- Indochine 1945-1955 le 23e R.I.C dissous le 15/03/1955, recréé le 01/05/1956 ;
- Afrique du Nord 1956-1962 le 23e R.I.Ma dissous le 01/08/62, recréé le 01/10/1962 ;
- Maisons-Laffitte 1962-1979 le 23e R.I.Ma dissous le 30/06/1979 ;
- Dakar 23e B.I.Ma créé le 01/07/79 par changement d'appellation du 10e B.I.Ma ;
- Créé le 1er juillet 1979 à partir du 10e BIMa, le 23e BIMa est l'héritier du 23e RIC et du 23e RIMA.

## Missions
- Protection des installations des forces françaises du Cap-Vert ;
- Accueil, équipement des renforts éventuels et entretien des matériels prépositionnés ;
- Accueil et hébergement des ressortissants français implantés au Sénégal et évacuation ;
- Stockage et suivi du matériel RECAMP ;
- Participation à la mise en condition opérationnelle des Forces armées sénégalaises (FAS) en mesure de s'engager à leurs côtés en cas de menaces extérieures ;
- Participation éventuelle au soutien des opérations françaises en Afrique ou des interventions extérieures ;
- Matériels majeurs ;

Le 23e B.I.Ma comprenait 621 hommes. Par sa présence, le B.I.Ma participait à la défense de l'intégrité du territoire sénégalais, dans le cadre des accords de défense. Il assurait également une fonction de coopération avec les forces armées sénégalaises.

### Dissolution
Le 31 juillet 2011, le 23e Bataillon d’Infanterie de Marine, la B.A 160 et l’unité de la Marine nationale implantée à Dakar sont dissous. Les Forces françaises du Cap-Vert deviennent les « Éléments français au Sénégal ».

## Missions récentes
- 1997 : Almandin 2.
- Juin 1998 à juin 1999 : Iroko.
- Février à juin 1999 : Recamp Bissau.
- Décembre 1999 : Khaya.
- Novembre 2005 : Licorne (réserve amphibie).

## Drapeau du régiment

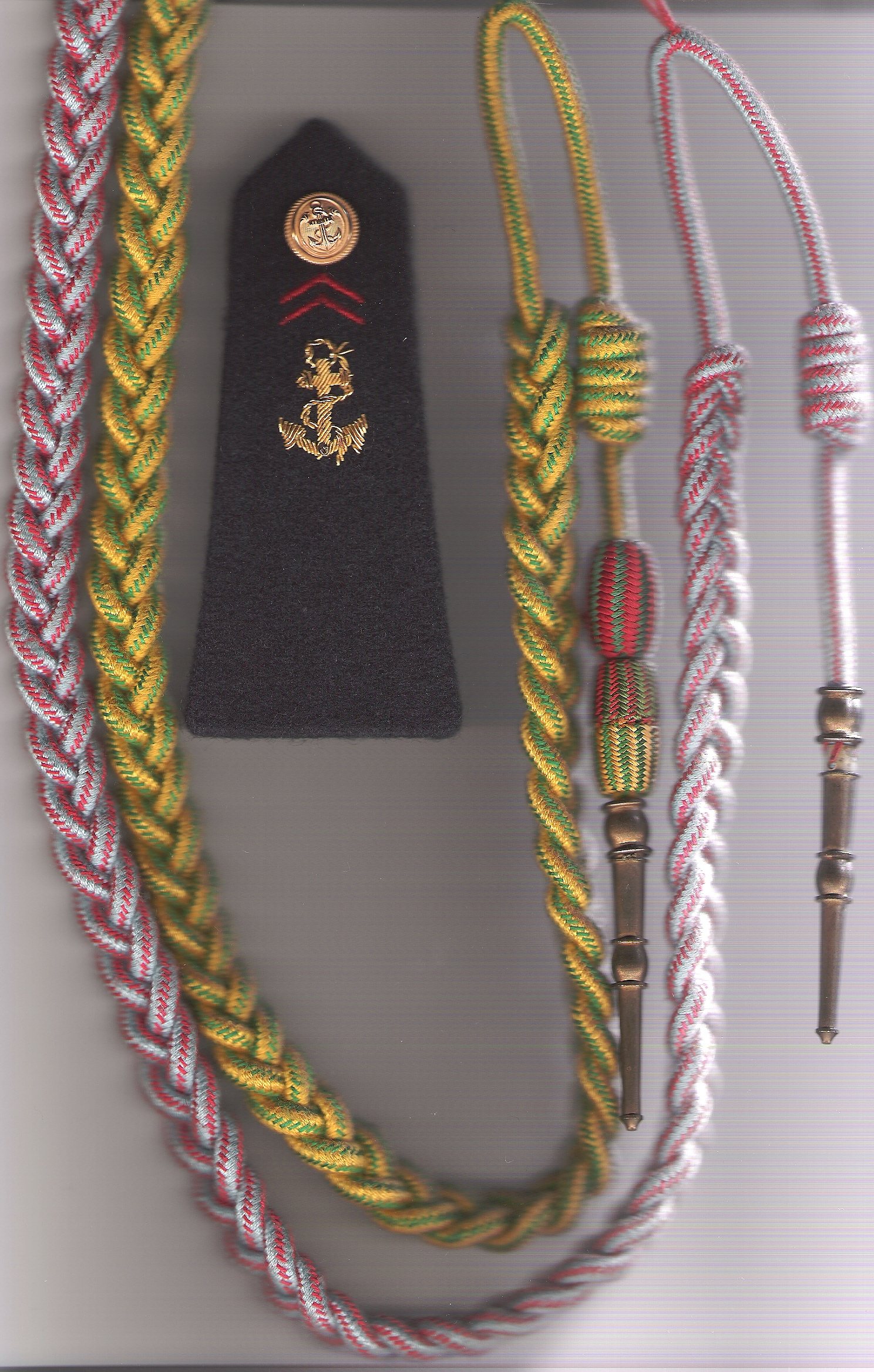
Fourragères aux couleurs du ruban de la Médaille militaire avec olives de la croix de guerre (1914-1918) (1939-1945), puis fourragère aux couleurs du ruban de la Croix T.O.E

Sa cravate est décorée de la Croix de guerre 14-18 avec 4 palmes, de la Croix de guerre 39-45 avec 3 palmes et de la Croix de guerre des Théâtres d'opérations extérieurs avec 2 palmes.
- Citations :
  - 3 citations à l'ordre de l'armée en 1914-1918 ;
  - 1 citation à l'ordre de l'armée en 1919 ;
  - 3 citations à l'ordre de l'armée en 1939-1945 ;
  - 2 citations à l'ordre de l'armée TOE en Indochine (1948,1949).

Les noms des batailles s'inscrivent en lettres d'or sur le drapeau, ainsi que l'inscription A.F.N ,:
Il porte la fourragère aux couleurs du ruban de la médaille militaire avec 2 olives aux couleurs des rubans des croix de guerre 14-18 et 39-45 et la fourragère aux couleurs du ruban de la croix de guerre T.O.E.

## Traditions
La fête des troupes de marine
- Elle est célébrée à l'occasion de l'anniversaire des combats de Bazeilles. Ce village qui a été 4 fois repris et abandonné sur ordres, les 31 août et le 1er septembre 1870.

Et au nom de Dieu, vive la coloniale
- Les marsouins et les bigors ont pour saint patron Dieu lui-même. Ce cri de guerre termine les cérémonies intimes qui font partie de la vie des régiments.

## Insigne du23ebataillond'infanterie de marine
Une tête de lion soutenue par une ancre de marine, en bas le numéro 23 avec au-dessus deux petits « v » à l’envers qui veut dire Unité Combattante
- Le surnom de « marsouin » a été donné aux soldats de marine au temps de Richelieu par les marins de la « royale ».

## Composition
Le 23e bataillon d'infanterie de marine est composé :
- État-major ;
- Compagnie de commandement et de logistique ;
- Escadron blindé (tournante) ;
- Compagnie d'infanterie (tournante).

Il dispose d'un PC tactique, de 4 unités de combat (dont 2 compagnies d'infanterie Guépards), renforcées de blindés, d'une unité de reconnaissance et d'un élément de soutien adapté.

## Matériels majeurs
Véhicules : VLRA, GBC 8 KT, P4, ERC 90 DIESEL
Armes individuelles et collectives : postes tir Milan, PG, FAMAS, Minimi, LRAC, 12.7, etc.

## Personnes célèbres y ayant servi
- 1938-1940 : François Mitterrand
- Ramire Rosan (14 avril 1895 - 24 mai 2004, 109 ans) : dernier « poilu » de Guadeloupe (village de Morne-à-l’Eau), il est incorporé en 1915 au 23e RIC et participe à la bataille de la Somme, en juillet 1917, où il est gazé. Ancien agriculteur, il reçoit la Légion d’honneur en février 1996.
- Général Marcel Bigeard, chef de la 6e compagnie en 1945.

## Sources et bibliographie
- Erwan Bergot, La Coloniale du Rif au Tchad 1925-1980, imprimé en France : décembre 1982, n° d'éditeur 7576, n° d'imprimeur 31129, sur les presses de l'imprimerie Hérissey.